# Bór wilgotny
Bór wilgotny (Bw) – siedlisko występujące na przejściu między borem mieszanym świeżym a borem bagiennym, w obniżeniach terenu na glebach glejobielicach. Woda gruntowa występuje dość płytko (ok. 1,3 m). Powierzchnię gleby pokrywa próchnica typu mor wilgotny lub mursz wysoki. 
Głównym gatunkiem drzewostanu jest sosna zwyczajna, w II i IV krainie przyrodniczo-leśnej – świerk pospolity. Domieszkę stanowią brzoza brodawkowata i omszona. W podszyciu rosną kruszyna pospolita i jarząb pospolity.  
Gatunki runa różnicujące bór wilgotny od boru świeżego:
- trzęślica modra
- borówka bagienna
- bagno zwyczajne
- płonnik pospolity

Gatunki częste:
- borówka czarna
- borówka brusznica
- wrzos pospolity
- siódmaczek leśny
- piórosz pierzasty

Bór wilgotny występuje we wszystkich krainach nizinnych na tarasach rzecznych, szczególnie w Krainie Mazursko-Podlaskiej i Mazowiecko-Podlaskiej.
Udział siedliska boru wilgotnego w ogólnej powierzchni leśnej Polski wynosi ok. 2%.